# RideLondon-Surrey Classic 2018
La 7.ª edición de la clásica ciclista RideLondon-Surrey Classic (nombre oficial: Prudential RideLondon-Surrey Classic) se celebró en el Reino Unido el 29 de julio de 2018 sobre un recorrido de 187 kilómetros con inicio y final en la ciudad de Londres.
La carrera hizo parte del UCI WorldTour 2018, siendo la vigésima sexta competición del calendario de máxima categoría mundial.
La carrera fue ganada por el corredor alemán Pascal Ackermann del equipo Bora-Hansgrohe, en segundo lugar Elia Viviani (Quick-Step Floors) y en tercer lugar Giacomo Nizzolo (Trek-Segafredo).

## Recorrido
La competencia recorre la ciudad de Londres, empezando desde el parque real St. James's Park, continúa por el corazón de Kingston upon Thames para cruzar después el río Támesis en el puente Hampton Court y continúa llegando a los campos de Surrey (sur de Londres) y terminando en The Mall (la avenida que lleva al Palacio de Buckingham).

## Equipos participantes
Tomaron parte en la carrera 20 equipos: 16 de categoría UCI WorldTeam; y 4 de categoría Profesional Continental. Formando así un pelotón de 139 ciclistas de los que acabaron 113. Los equipos participantes fueron:
| WorldTeams (16)- AG2R La Mondiale - Astana - Bahrain-Merida - BMC Racing Team - Bora-Hansgrohe - Lotto Soudal - Mitchelton-Scott - Quick-Step Floors - Dimension Data - EF Education First-Drapac p/b Cannondale - Katusha-Alpecin - Lotto NL-Jumbo - Sky - Team Sunweb - Trek-Segafredo - UAE Team Emirates Equipos continentales profesionales (4)- Team Novo Nordisk - CCC Sprandi Polkowice - Sport Vlaanderen-Baloise - Bardiani CSF |
| |

## Clasificación final
- Las clasificaciones finalizaron de la siguiente forma:[4]

| \| Clasificación general \| Clasificación general \| Clasificación general \| Clasificación general \| Clasificación general \| \| Ciclista \| Ciclista \| Equipo \| Tiempo \| \| \| --------------------- \| --------------------- \| --------------------- \| --------------------- \| --------------------- \| \| 1.º \| Pascal Ackermann \| Bora-Hansgrohe \| 4 h 20 min 10 s \| \| \| 2.º \| Elia Viviani \| Quick-Step Floors \| + 0 s \| \| \| 3.º \| Giacomo Nizzolo \| Trek-Segafredo \| + 0 s \| \| \| 4.º \| Iván García Cortina \| Bahrain-Merida \| + 0 s \| \| \| 5.º \| Simone Consonni \| UAE Team Emirates \| + 0 s \| \| \| 6.º \| Phil Bauhaus \| Team Sunweb \| + 0 s \| \| \| 7.º \| Jean-Pierre Drucker \| BMC Racing Team \| + 0 s \| \| \| 8.º \| André Greipel \| Lotto-Soudal \| + 0 s \| \| \| 9.º \| Jonas Koch \| CCC Sprandi Polkowice \| + 0 s \| \| \| 10.º \| Rudy Barbier \| AG2R La Mondiale \| + 0 s \| \| |                     |                       |                 |
| |                     |                       |                 |
| Fuente: ProCyclingStats |                     |                       |                 |
| Clasificación general |                     |                       |                 |
| Ciclista | Ciclista            | Equipo                | Tiempo          |
| 1.º | Pascal Ackermann    | Bora-Hansgrohe        | 4 h 20 min 10 s |
| 2.º | Elia Viviani        | Quick-Step Floors     | + 0 s           |
| 3.º | Giacomo Nizzolo     | Trek-Segafredo        | + 0 s           |
| 4.º | Iván García Cortina | Bahrain-Merida        | + 0 s           |
| 5.º | Simone Consonni     | UAE Team Emirates     | + 0 s           |
| 6.º | Phil Bauhaus        | Team Sunweb           | + 0 s           |
| 7.º | Jean-Pierre Drucker | BMC Racing Team       | + 0 s           |
| 8.º | André Greipel       | Lotto-Soudal          | + 0 s           |
| 9.º | Jonas Koch          | CCC Sprandi Polkowice | + 0 s           |
| 10.º | Rudy Barbier        | AG2R La Mondiale      | + 0 s           |

## UCI World Ranking
La RideLondon-Surrey Classic  otorga puntos para el UCI WorldTour 2018 y el UCI World Ranking, este último para corredores de los equipos en las categorías UCI WorldTeam, Profesional Continental y Equipos Continentales. Las siguientes tablas son el baremo de puntuación y los corredores que obtuvieron puntos:
| Posición   | 1.º | 2.º | 3.º | 4.º | 5.º | 6.º | 7.º | 8.º | 9.º | 10.º | 11.º | 12.º | 13.º | 14.º | 15.º-20.º | 21.º-30.º | 31.º-50.º | 51.º-55.º | 56.º-60.º |
| Puntuación | 300 | 250 | 215 | 175 | 120 | 115 | 95  | 75  | 60  | 50   | 40   | 35   | 30   | 25   | 20        | 12        | 5         | 2         | 1         |

| Clasificación |                     |                       |        |
| Posición      | Ciclista            | Equipo                | Puntos |
| ------------- | ------------------- | --------------------- | ------ |
| 1.º           | Pascal Ackermann    | Bora-Hansgrohe        | 300    |
| 2.º           | Elia Viviani        | Quick-Step Floors     | 250    |
| 3.º           | Giacomo Nizzolo     | Trek-Segafredo        | 215    |
| 4.º           | Iván García Cortina | Bahrain-Merida        | 175    |
| 5.º           | Simone Consonni     | UAE Emirates          | 120    |
| 6.º           | Phil Bauhaus        | Sunweb                | 115    |
| 7.º           | Jean-Pierre Drucker | BMC Racing            | 95     |
| 8.º           | André Greipel       | Lotto Soudal          | 75     |
| 9.º           | Jonas Koch          | CCC Sprandi Polkowice | 60     |
| 10.º          | Rudy Barbier        | AG2R La Mondiale      | 50     |